# 最終勝利主義
最終勝利主義（世界語：Finvenkismo）是目前世界語運動中一種理念， 最早可追溯至柴門霍夫（世界語創造者）時期。最終勝利主義的目標是，世界語能夠成爲全世界的第二語言。一個最終勝利主義者應該爲此目標而奮鬥。根據某些支持者，該“最終勝利”可以幫助消除戰爭，沙文主義以及文化壓迫。
近來， 部分世界語者希望“最終勝利”的表述能夠改爲“最終成功”（世界語：fina sukceso）。因爲前者令人聯想起戰爭。

## 起源
柴門霍夫創立世界語時，就已經立下了令世界語成爲每個人第二語言的永遠目標。因此可以說，最終勝利主義的起源等同於世界語的起源。在世界語運動的初期，基本所有世界語者都是最終勝利主義者。但是，隨着世界語的發展和壯大，世界語社群出現了其他理念。這些理念甚至開始直接對抗最終勝利主義。因此，現代世界語的發展是， 一個世界語者並非必然是一個最終勝利主義者。

## 可能的到達方式
在1910年的国际世界语大会上，柴門霍夫強調了兩點可能的，達到此終勝目標的途徑：
一，是全球公民自覺學習世界語；二，通過政府行爲將世界語教學納入教學系統中。
該兩種方式，隨着世界語的成熟，亦分別被稱爲“向上主義”及“向下主義”。

## 勞馬主義和公民主義
20世紀80年代開始，最終勝利主義面臨勞馬主義的挑戰。勞馬主義將世界語社群形容爲“無國籍，流散的語言少數群體”，支持者致力於世界語文化的構建，而非推廣世界語。勞馬主義一詞來自於1980年第36屆國際世界語青年大會上通國的勞馬宣言。
隨後，勞馬主義一詞亦被賦予兩種意思：一，勞馬主義者是不推廣世界語的世界語者；二，勞馬主義者主張世界語社群是自我選擇的語言少數群體，並且支持建立類似國家的制度代表該少數群體。第二種意義更加理想的勞馬主義，很多時候亦被稱爲公民主義（世界語 ：Civitanismo）。因爲第二種見解同時亦是世界語公民社群的官方意識形態，該組織致力於爲流散各地的世界語者建立一個類似國家的代表。
雖然現時大部分世界語者都相當重視耕耘社群內部的文化， 那些使用世界語但是並沒有參與推廣世界語的世界語者比例亦日漸提升， 但是理想主義化的勞馬主義者（公民主義者）在世界語者內部開始自我封鎖，因爲相對在構建世界語文化上花時間，他們更多時候是在批評最終勝利主義。
作爲對勞馬主義者的回應，最終勝利主義者隨後發表布拉格宣言。布拉格宣言強調最終勝利主義在現代社會的重要性，強調民主交流，語言權利，維護語言多樣化以及高效語言教育。